# أسقلوب
الأسْقلوب (scallop) أو كوكي سان جاك (coquilles Saint-Jacques) أو المحار المروحي هو حيوان من الرخويات البحرية ثنائية الصدفة من فصيلة المشطيات (Pectinidae). والأسقلوبيات فصيلة عالمية توجد في جميع محيطات العالم. ويحظى الكثير من أنواع الأسقلوب بالاستحسان الكبير كمصدر غذائي. كما تحظى الأصداف مروحية الشكل زاهية الألوان في بعض أنواع الأسقلوب بإعجاب وتقدير مقتنيي الأصداف بفضل أشكالها المحززة البراقة، كما تُستخدم كأفكار رئيسية متكررة في الأعمال الفنية والتصميمات.
الاسم «أسقلوب» (scallop) مشتق من الكلمة الفرنسية القديمة escalope، وتعني «صدفة» أو «محارة».

## التشريح
لحيوان الأسقلوب ما يصل إلى 100 عين صغيرة
ومثل المحار الحقيقي (فصيلةالمحاريات (Ostreidae))، للأسقلوب عضلة مقربة مركزية، ولذلك فإن الجزء الداخلي من أصدافه يكون به شق مركزي مميز يحدد نقطة الاتصال لهذه العضلة. والعضلة المقربة لدى الأسقلوب أكبر وأكثر تطورًا منها لدى المحار، نظرًا لأن الأسقلوب سباح نشط؛ بل هو في الحقيقة الحيوان ثنائي الصدفة الوحيد المهاجر. وفي الأغلب يكون شكل صدفة الأسقلوب منتظم بشدة، حيث يتبع شكلاً نموذجيًا واحدًا للصدفة.
ولحيوانات الأسقلوب ما يصل إلى 100 عين مصفوفة حول حواف أغطيتها كسلسلة من الخرز. وهي أعين عاكسة يبلغ قطرها حوالي ملليمتر واحد وذات شبكية أكثر تعقيدًا من تلك الموجودة لدى الحيوانات ثنائيات الصدفة الأخرى. وتحتوي هذه الأعين على نوعين من الشبكيات، واحدة تستجيب للضوء والأخرى تستجيب للظلام المفاجئ، مثل ظل حيوان مفترس قريب. ولا تستطيع هذه الأعين أن تحلل الأشكال وتميزها، ولكنها تكتشف أنماط الضوء والحركة المتغيرة.
وتعد الأعين العاكسة بديلاً للأعين التي تحتوي على عدسة، حيث يكون الجزء الداخلي من العين موازيًا
للمرايا التي تعكس الصورة للتركيز على نقطة مركزية. وتعني طبيعة هذه الأعين أنه إذا حدق أي شخص في بؤبؤ العين، فإنه سيرى نفس الصورة التي يراها هذا الكائن الحي منعكسة إليه. ويحتوي الأسقلوب من جنس البكتين (Pecten) على أعين عاكسة لمسافة تصل إلى 100 ملليمتر تحيط بحواف صدفته كالأهداب. وترصد العناصر المتحركة أثناء مرورها أمام هذه الأعين المتتالية.